# Podole Pierwsze
Podole Pierwsze – 	część wsi Podole w Polsce, położona w województwie lubelskim, w powiecie lubelskim, w gminie Bełżyce. W latach 1958–1972 w granicach miasta Bełżyce (patrz historia).

## Historia
1 stycznia 1958 wieś Podole stało się częścią Bełżyc, w związku z przekształceniem gromady Bełżyce (do której Podole przynależało od 1954 roku) w miasto. 1 stycznia 1973 miejscowości Podole Pierwsze i Podole Drugie wraz z obszarem użytków rolnych wyłączono z Bełżyc, rekreując w ten sposób obecną wieś Podole.
W latach 1975–1998 miejscowość położona była w województwie lubelskim.